# Pierre Violon
Pierre Violon (2 aprile 1973) è un ex sciatore alpino francese.

## Biografia
Violon, slalomista puro originario di Samoëns, debuttò in campo internazionale in occasione dei Mondiali juniores di Geilo/Hemsedal 1991; esordì in Coppa del Mondo il 19 novembre 1995 a Vail/Beaver Creek (22º) e il 16 febbraio 1997 conquistò a Missen l'ultima vittoria in Coppa Europa. Ottenne il miglior piazzamento in Coppa del Mondo il 28 novembre 1998 ad Aspen (14º) e l'ultimo podio in Coppa Europa il 16 febbraio 1999 a Ravascletto (2º); prese per l'ultima volta il via in Coppa del Mondo il 23 gennaio 2001 a Schladming, senza completare la prova, e si ritirò al termine di quella stessa stagione 2000-2001: la sua ultima gara fu uno slalom speciale FIS disputato l'8 aprile a Lenzerheide. Non prese parte a rassegne olimpiche o iridate.

## Palmarès

### Coppa del Mondo
- Miglior piazzamento in classifica generale: 83º nel 1997

### Coppa Europa
- 6 podi (dati dalla stagione 1994-1995):
  - 1 vittoria
  - 4 secondi posti
  - 1 terzo posto

#### Coppa Europa - vittorie
| Data             | Località | Paese    | Specialità |
| ---------------- | -------- | -------- | ---------- |
| 16 febbraio 1997 | Missen   | Germania | SL         |

Legenda:

SL = slalom speciale

### Campionati francesi
- 1 medaglia:
  - 1 bronzo (slalom speciale nel 2000)